# Oluwa Kêmy
Oluwa kêmy, de son vrai nom Noëllie Adotin, née le 25 décembre 1986 à Bohicon au Bénin, est une artiste, auteure-compositrice-interprète, chanteuse béninoise. Elle commence très tôt en tant que choriste dans une église à Bohicon, ensuite avec le groupe Blacks Santiangos du Bénin avant de débuter en 2006 sa carrière solo.

## Biographie

### Famille, jeunesse et formation
Le nom Oluwa Kêmy signifie en langue yoruba « Dieu m’a bien accueillie ».

### Carrière musicale
Elle commence à chanter très tôt en tant que choriste dans une église à Bohicon. Plus tard, Oluwa Kêmy rejoint le groupe Blacks Santiago du Bénin, puis sa carrière solo débute en 2006.
En 2008, elle chante au stade de l’amitié Général Mathieu Kérékou de Cotonou avec 5000 spectateurs. 
En 2014 elle obtient le titre de meilleure artiste du Bénin au Bénin Top 10 organisé par L'ORTB 
Elle totalise en 2019 cinq albums dont Ma Destinée, Ainsi va la vie, Ma Confirmation.
En 2022, elle lance une nouvelle chanson intitulée Gandélè, à travers laquelle elle partage les expériences de sa carrière en tant qu'artiste chanteuse béninoise.

## Discographie

### Albums
- 2018 : EgoloEgolo, le 5e album six (17) titres de Oluwa Kèmi sorti en 2018
- 2015 : Evolution (Es la hora)Evolution, le 4e album de dix (10) titres de Oluwa Kèmi , .

1. "Evolution"

- 2012 : Confirmation (Es la hora)Confirmation, le 3e album de dix (10) titres de Oluwa Kèmi ,

1. "Oluwa Kèmi"

- 2009 : Ainsi va la vieAinsi va la vie, le 2e album de dix (10) titres de Oluwa Kèmi
- 2006 : Ma DestinéeMa destinée, le 1er album de Oluwa Kèmi ,

1. "Ma destinée"

### Prix et distinctions
2012 : Lauréate du Prix de l’Artiste le plus joué en discothèque d’une part et du Prix de Jokers production au Bénin.
2013:  Prix du meilleur album de musique moderne, Artiste de l’année, Prix du meilleur clip de l’année. 
2014, elle est titulaire de plusieurs autres distinctions au Bénin dont entre autres Prix du Laurier de la culture, trophée Hokan Africa, Artiste de l’année 2014.